# Julien Léon Bourdon
Pour les articles homonymes, voir Bourdon.
 (décembre 2022).
Si vous disposez d'ouvrages ou d'articles de référence ou si vous connaissez des sites web de qualité traitant du thème abordé ici, merci de compléter l'article en donnant les références utiles à sa vérifiabilité et en les liant à la section « Notes et références ».
Julien Léon Bourdon, né le 26 octobre 1880 à Dijon et mort à Lyon le 7 mai 1946, est un peintre français.

## Biographie
Julien Léon Bourdon est le fils Charles Antoine Bourdon et de Charlotte Benoite Clémentine Samuel.
Élève de Cormon, il expose au Salon dès 1903 et concourt la même année puis en 1905 pour le prix de Rome.
Il épouse en 1920 à Saint-Étienne, Marie Émilie Joséphine Piat.
Il meurt à son domicile de Lyon à l'âge de 65 ans.